# مصطفی فومنی حائری
مصطفی فومنی حائری(۱۳۲۹ تهران) نماینده مردم فومن دراولین دوره مجلس شورای اسلامی بود. فومنی حایری که دارای تحصیلات حوزوی بود توانست با ۱۶٬۱۱۶ برابر با ۷۳٫۳۰٪ به مجلس راه یابد. او پس از اتمام دوره نمایندگی در سمت سفارت در امارات متحده عربی، مدیرکلی خلیج‌فارس و مشاورت استاندار گیلان در امور ایرانیان خارج از کشور حضور داشت. در دولت حسن روحانی به سمت دستیار ارشد وزیر امور خارجه در امور نظارتی منصوب شد. همچنین مصطفی حائری فومنی، رئیس مجمع توسعه استان گیلان و رئیس مؤسسه بزرگ مهد قرآن است. وی در سال پنجاه و هشت با حکم آیت‌الله خمینی مامور رسیدگی به مشکلات فومنات شده بود.